# 安姆麗塔·辛格
安姆麗塔·辛格（英語：Amrita Singh，1958年2月9日—）是印度电视和電影女演員。
1983年出道，她贏得1994年印度電影觀眾獎的最佳女配角獎。1991年，她和比她年輕12歲的寶萊塢男星賽伊夫·阿里·罕結婚並改信伊斯蘭教。她和賽伊夫育有一子一女，但兩人在2004年离婚。
辛格的父親是一名来自锡克教地主家庭的军人，母亲Rukhsana Sultana則是信奉伊斯蘭教的政治活動家及名媛。

## 外部連結
- 安姆麗塔·辛格在互联网电影资料库（IMDb）上的資料（英文）